# Planet Hollywood

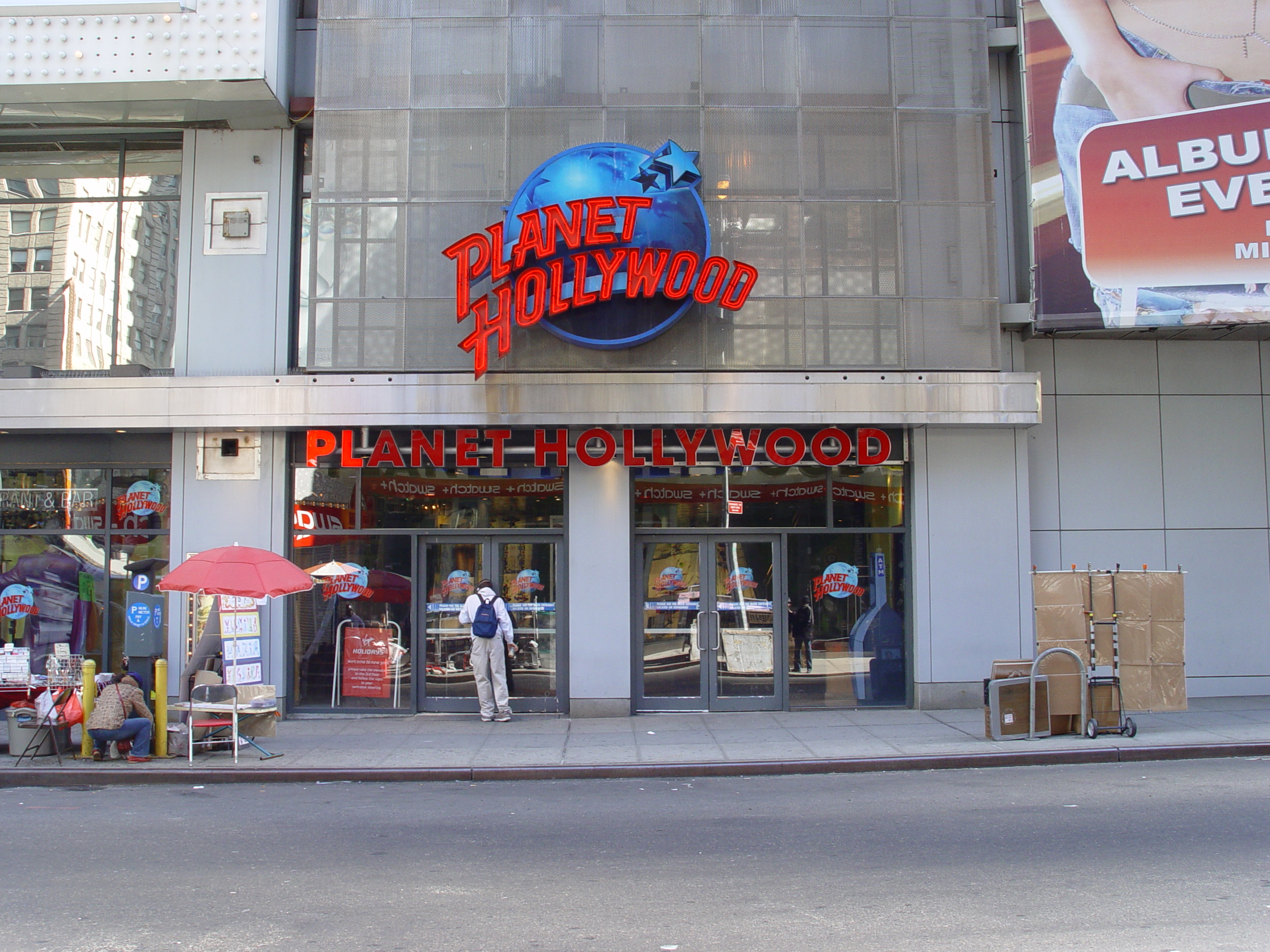
Ehemaliges Restaurant in New York City

Planet Hollywood ist eine internationale Restaurantkette, die auf dem Höhepunkt ihres Erfolges in der Mitte der 1990er Jahre einen Börsenwert von über dreieinhalb Milliarden US-Dollar hatte. Die Restaurantkette geriet in den folgenden Jahren in wirtschaftliche Schwierigkeiten und musste 1999 Insolvenz anmelden. Von den ehemals über einhundert Filialen in zahlreichen Ländern existieren 2023 weltweit nur noch sechs in vier Ländern.
Alle Restaurants verfolgen das Konzept des sogenannten „Eatertainments“, das heißt sie vermarkten sich nicht über ihr Menüangebot, sondern sind themenbezogen ausgerichtet: im Fall von Planet Hollywood zu Hollywood und dessen Stars. Zu den aktuellen und ehemaligen Inhabern gehören unter anderem die Schauspieler Sylvester Stallone, Bruce Willis, Demi Moore, Jackie Chan und Arnold Schwarzenegger.

## Geschichte
Das erste Planet Hollywood wurde am 22. Oktober 1991 in New York City eröffnet. Der Initiator und Gründer dieses Restaurants war Robert Earl, welcher zuvor seit 1989 als Präsident und CEO die Geschäfte der Hard-Rock-Cafe-Kette leitete. Großes mediales Echo erfuhr die Eröffnung der ersten und auch der folgenden Filialen durch die Mitwirkung zahlreicher Hollywood-Stars wie beispielsweise Arnold Schwarzenegger, Sylvester Stallone, Whoopi Goldberg oder Bruce Willis. Die Schauspieler waren von Earl zu Miteigentümern gemacht worden und erhielten zusammen insgesamt ein Fünftel des Unternehmens. Als Gegenleistung waren sie auf den Eröffnungsfeiern neuer Filialen präsent.
Im Mai 1993 öffnete in London das erste Restaurant außerhalb der USA. Bis 1994 waren neben denen in New York und London 11 weitere Filialen entstanden. Sie befanden sich ausschließlich in internationalen Metropolen und Touristenzentren wie Paris, Cancún oder Las Vegas. Prominente wie Roseanne Barr oder Wesley Snipes waren mittlerweile in das Unternehmen eingestiegen und betreuten einzelne Restaurants. Das Unternehmen verzeichnete hohe Umsätze, die einzelnen Filialen arbeiteten allesamt profitabel. Den Kunden wurde ein aufwändiges Design mit Ausstellungsstücken aus Hollywood-Filmen geboten. Jedes Restaurant betrieb neben der gastronomischen Versorgung auch einen Merchandisevertrieb.
1996 folgte der Börsengang. Die Aktie erreichte bereits am ersten Tag einen Wert von 30 $. Das Unternehmen war damit über 3,5 Milliarden US-Dollar wert. Der wirtschaftliche Erfolg veranlasste die Unternehmensführung, den Expansionskurs fortzusetzen und die Anzahl neuer Restaurants pro Jahr zu erhöhen. Bis 1999 entstanden so bis zu 95 Filialen in 31 Staaten. Mit Berlin, München und Oberhausen lagen drei der Standorte in Deutschland. Eine vierte deutsche Filiale in Hamburg wurde noch vor dem Beginn der Bauarbeiten aufgegeben. Der Erfolg dieser Strategie blieb jedoch aus. Der Aktienkurs sank kontinuierlich, bis er Mitte 1999 auf unter 1 $ fiel. Das Unternehmen machte Verluste im zweistelligen Millionenbereich und musste noch im selben Jahr Insolvenz anmelden.
Im Rahmen der Restrukturierung nach der Pleite wurden die meisten Filialen weltweit geschlossen, darunter auch die drei in Deutschland gelegenen Restaurants. Im Januar 2000 verließ Arnold Schwarzenegger die Eigentümergemeinschaft von Planet Hollywood. Das Unternehmen befand sich nun wieder wie vor dem Börsengang in privatem Besitz. Robert Earl war nach wie vor der Haupteigentümer und baute die Restaurantkette wieder auf. Diesmal verzichtete er jedoch auf eine umfassende Expansionspolitik. 2006 eröffneten Earl und seine Partner in Las Vegas das Planet Hollywood Resort and Casino. Im Jahr 2008 waren weltweit noch 17 Restaurants geöffnet. Ende 2010 waren es noch 14. 2011 wurde mit der Neueröffnung im März in Kuwait die 15. Filiale eröffnet, welche zwischenzeitlich wieder geschlossen wurde. Für 2012 war ein 5-Sterne-Luxushotel in Mumbai geplant. Eigentümer der Hotelmarke ist die Wyndham Hotel Group.
Am 28. November 2013 wurde das erste neue Restaurant in Deutschland in Duisburg nach der Restrukturierung eröffnet. Nach einer Insolvenz im Oktober des Folgejahres wurde der Betrieb Ende 2014 eingestellt. Auch die Filiale in Berlin existiert nicht mehr in ihrer ursprünglichen Form als Restaurant: An dieser Stelle befindet sich nun das Themenhotel Hollywood Media Hotel.

## Filialen

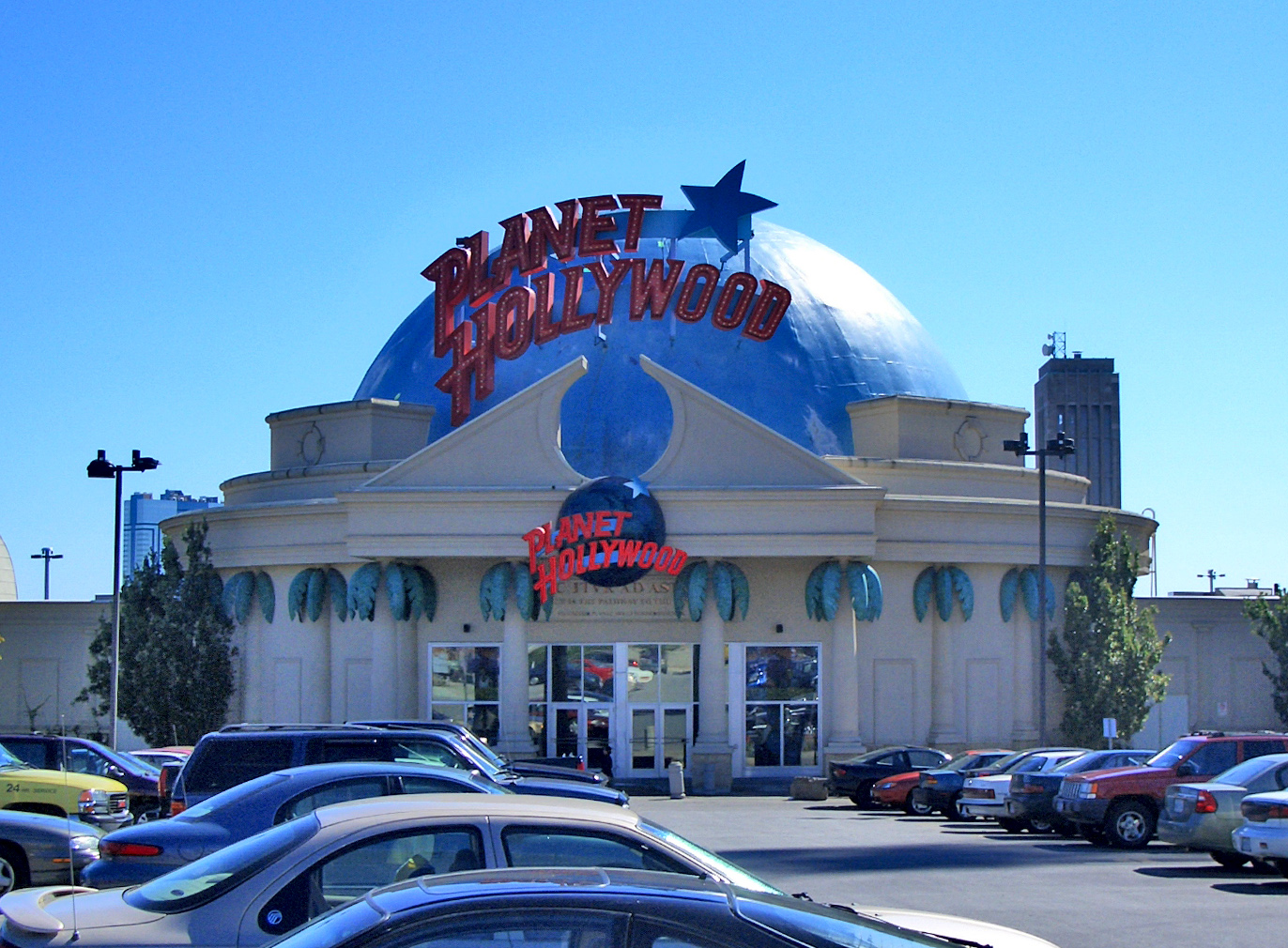
Filiale in Niagara Falls, Ontario

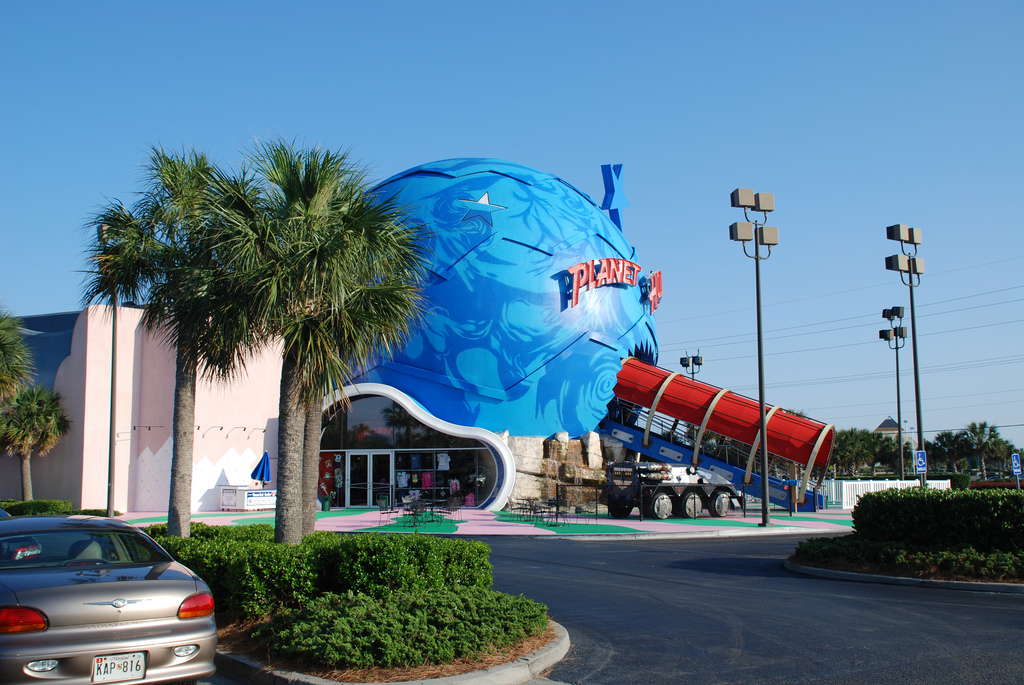
Planet Hollywood in Myrtle Beach, South Carolina

### In Betrieb
Mit Stand Januar 2023 befinden sich Filialen von Planet Hollywood nur noch an fünf Standorten weltweit:
- Doha
- Las Vegas (Planet Hollywood Resort and Casino)
- Los Angeles
- Malta
- Orlando (Disney Springs)

### Geschlossene Filialen

#### In den USA
- Anaheim
- Aspen (Colorado)
- Atlanta
- Atlantic City
- Baltimore
- Beverly Hills
- Chicago
- Columbus
- Costa Mesa
- Dallas
- Fort Lauderdale
- Gurnee Mills in Gurnee (Illinois)
- Honolulu (am 18. April 2010 geschlossen)
- Houston
- Indianapolis
- Irvine
- Key West
- Lake Tahoe
- Mall of America in Bloomington
- Maui
- Miami
- Myrtle Beach
- Nashville
- New Orleans, Louisiana
- New York
- Norfolk
- Phoenix
- Reno
- San Antonio
- San Diego
- San Francisco
- Santa Monica
- Seattle
- South Coast Plaza (Costa Mesa)
- St. Louis
- Washington, D.C.
- Woodfield Mall in Schaumburg

#### Außerhalb der USA
- Acapulco
- Amman
- Amsterdam
- Athen
- Auckland
- Australien
- Bangkok
- Barcelona
- Belfast
- Beirut
- Berlin (jetzt Hotel)
- Bombay
- Brüssel
- Buenos Aires
- Cabo San Lucas
- Cancún
- Cannes
- Kapstadt
- Cozumel
- Dubai
- Dublin
- Duisburg (30. Dezember 2014 geschlossen)
- Edmonton
- Gatwick
- Gold Coast
- Helsinki
- Hongkong
- Johannesburg
- London (war in der Coventry Street, heute am The Haymarket)
- Madrid
- Melbourne
- Montreal
- Moskau
- München
- Nassau
- Niagara Falls, ON
- Oberhausen (Centro)
- Paris
- Prag
- Puerto Vallarta
- Rom
- San Juan
- São Paulo
- Scharm asch-Schaich
- Seoul
- Singapur
- Sydney
- Taipei
- Tel Aviv Beach Cafe
- Toronto
- Vancouver
- Zürich (nach Konkurs geschlossen)
- London[11]

## Ausstellungsstücke
In jedem Planet-Hollywood-Restaurant sind Filmkostüme oder andere Filmrequisiten ausgestellt. Es handelt sich bei ihnen vor allem um Requisiten aus Filmen, bei denen einer der Gründer mitgespielt hat (etwa eine Hose aus Rambo 3 oder Bruce Willis’ Anzug aus Stirb langsam 3).
Im April 2022 kündigte Planet Hollywood an, über 60.000 seiner Erinnerungsstücke, darunter Fotografien und Filmplakate, unter MetaHollywood als NFTs anbieten zu wollen.

## Kritik
Der Marketing-Experte Matt Haig kommt in seiner Analyse des Unternehmensmisserfolges zu dem Ergebnis, dass die Restaurantkette daran scheiterte, dass ihr eigentlicher Zweck – der Verkauf von Mahlzeiten und Getränken – nie im Mittelpunkt der Unternehmenskonzeption stand. Noch deutlicher formuliert dies Malcolm Gluck nach der Insolvenz von Planet Hollywood 1999:

„Die Attraktivität eines solchen Ortes ist nur der des aktuellen 'Schicks'. Das 'In-Ding'. Die ganze Anziehungskraft besteht nur darin, an einem solchen Ort gesehen zu werden und selbst zu sehen, welche hippen Leute gerade da sind; dass man einen der Werbeträger entdeckt oder einen ihrer Freunde oder Hofschranzen (die alle bei der Eröffnungsfeier dabei waren in der Hoffnung auf ein bisschen Publizität sowie wegen des kostenlosen Essens und der kostenlosen Getränke, und die seitdem nie wieder dort gesehen wurden).
Aber das ist keine Basis, auf der man Stammkunden findet; aber jedes Restaurant braucht solche, um zu überleben oder gar zu expandieren. Selbst Berühmtheiten, die ihr Essen bezahlen, besuchen so ein aufgeblasenes Themenrestaurant nur einmal. Und genauso ist es mit den weniger berühmten Kunden, die - nachdem sie einmal dort waren - davon stolz Familie und Freunden berichten, dann aber keinen vernünftigen Grund mehr finden, dorthin noch einmal zu gehen.“

Gluck wirft in seiner Kritik der Kette vor, völlig vernachlässigt zu haben, dass Essen bei einem Restaurantbesuch noch immer im Mittelpunkt stehe. Der Erfolg des Rolling-Stones-Mitglieds Bill Wyman mit seinen Sticky-Finger-Restaurants sei im Wesentlichen auf die richtige Qualität der dort servierten Burger und Pommes frites zurückzuführen, die Berühmtheit des Besitzers letztlich nebensächlich.
Die meisten heute noch existierenden Filialen von Planet Hollywood befinden sich an Orten, die selbst eine Touristenattraktion darstellen. Dort ist für den kommerziellen Erfolg der Restaurants der Aufbau einer Stammkundschaft nicht von Belang: Niagara Falls mit den Niagarafällen, Myrtle Beach mit dem berühmten Grand Strand, zwei Filialen befinden sich in Freizeitparks der Walt Disney Parks and Resorts sowie eine fünfte in Las Vegas.

## Nachahmer
Das Unternehmenskonzept, das zunächst zu funktionieren schien, fand eine Reihe von Nachahmern. Zu den bekanntesten gehört das Fashion Café, zu deren Investoren beziehungsweise Werbeträgern unter anderem die Models Naomi Campbell, Elle Macpherson, Claudia Schiffer und Christy Turlington gehörten.